# Szymon Mucha
Szymon Mucha (ur. 1972 w Zielonej Górze) – autor piszący teksty piosenek, wiersze, tłumaczenia i adaptacje oraz teksty reklamowe.
Studiował w Poznaniu i w Bernie. Debiutował w paryskiej „Kulturze”. Jego piosenki wykonywali między innymi: Beata Rybotycka (muz. Zbigniew Preisner), Katarzyna Skrzynecka (muz. Paweł Dampc), Justyna Szafran (muz. Leszek Możdżer), Grzegorz Kopala (muz. G. Kopala). W 1999 roku jego teksty, wśród nich „Kolęda dla nieobecnych”, znalazły się na płycie Zbigniewa Preisnera pt. „Moje kolędy na koniec wieku”. „Kolędy dla Nieobecnych” można posłuchać także w wersji angielskiej, jako „Come to us” na płycie Cliffa Richarda „Cliff at Christmas”.
Projekty muzyczne z udziałem tekstów Szymona Muchy:
- 1. "Nie Nic" - spektakl poetycko muzyczny na zaduszki
- 2. "U progu, u źródeł" - CD, A. Brzeziński, W. Brzeziński, B. Stępniak - Wilk
- 3. "Od wschodu do wschodu" - CD, A. Brzeziński, W. Brzeziński
- 4. "Moje kolędy na koniec wieku - Zbigniew Preisner" - CD, Zbigniew Preisner, Beata Rybotycka, Elżbieta Towarnicka, Piotr Łykowski, artyści "Piwnicy pod Baranami"
- 5. "Warto chcieć" - CD, Grzegorz Kopala, Julia Rosińska
- 6. "Kameleo" - CD, Katarzyna Skrzynecka
- 7. "Cliff at Christmas" - CD, Cliff Richard, muz. Zbigniew Preisner
- 8. "Zbigniew Wrombel i jego goście" - CD, Justyna Szafran, muz. Leszek Możdżer
- 9. "Kasia Rodowicz" - CD, Katarzyna Rodowicz, muz. Ferid Lakhdar, Tomasz Lewandowski
- 10. "Łagodna" - CD, Justyna Szafran
- 11. "Historia prawdziwa" - recital, Lena Piękniewska
- 12. "Julka na afisz" - musical; songi do libretta Ewy Sałużanki, muz. A. Brzeziński